# Villars-lès-Blamont
Villars-lès-Blamont is een gemeente in het Franse departement Doubs (regio Bourgogne-Franche-Comté) en telt 392 inwoners (1999). De plaats maakt deel uit van het arrondissement Montbéliard.

## Geografie
De oppervlakte van Villars-lès-Blamont bedraagt 6,9 km², de bevolkingsdichtheid is 56,8 inwoners per km². De gemeente grenst in het oosten aan Zwitserland.
De onderstaande kaart toont de ligging van Villars-lès-Blamont met de belangrijkste infrastructuur en aangrenzende gemeenten.

## Demografie
Onderstaande figuur toont het verloop van het inwonertal (bron: INSEE-tellingen).